# Dicranomyia (Dicranomyia) conchifera
Dicranomyia (Dicranomyia) conchifera is een tweevleugelige uit de familie steltmuggen (Limoniidae). De soort komt voor in het Palearctisch gebied.